# كيروفسك
كيروفسك هي إحدى مدن أوكرانيا. يبلغ عدد سكانها 28529 نسمة حسب إحصائيات سنة 2013. يبلغ ارتفاع المدينة عن سطح البحر قرابة 189 متر. تبلغ مساحتها 34,96 كم².